# 天堂家物語
『天堂家物語』（てんどうけものがたり）は、斎藤けんによる日本の漫画作品。『LaLa DX』（白泉社）にて、2014年9月号から2017年9月号まで掲載された後、『LaLa』（同社）に移籍して2018年2月号から連載中。2022年9月時点で紙と電子を合わせた部数が200万部を突破している。
『LaLa』2018年10月号の付録でドラマCD化、同誌2021年11月号と『LaLa DX』2021年11月号の付録でボイスドラマ化された。

## あらすじ
舞台は大正。育ての親である「じっちゃん」を病で亡くした、孤独な少女がいた。彼女の願いは、人助けをして死ぬこと。そして空の上でもう一度じっちゃんに会うことだった。そんな彼女はある日、川に身を投げた伯爵令嬢の鳳城蘭を助ける。蘭はいわくつきの天堂家に嫁ぐことを怖れ、自らの命を絶とうとしたのだ。そんな蘭に少女は、自分が蘭になり代わって天堂家へ赴くことを約束し、蘭に逃げて生き延びるようにと伝える。
一方で、跡目争いが起きている天堂家では、家の人間が変死したり、使用人が行方不明になったりとよくない噂が絶えず囁かれていた。そんな天堂家の令息・天堂雅人は、嫁いできた蘭が偽物であることをすぐに見破ってしまう。一度はその罪をとがめ、少女を厳しく叱責しようとするも、その少女が自分の命をかけて人助けをしようとしていることに興味を持つのだった。
やがて少女は新たに「らん」と名乗り、日常は使用人として、時には雅人の婚約者の「鳳城蘭」として、天堂家で新しい暮らしを始める。そしてさまざまな策略、謀略が渦巻く天堂家の跡目争いに巻き込まれていくこととなる。

## 登場人物
らん／蘭（らん）
声 - 高橋李依
本作の主人公。自分の名前も知らない捨て子で、山奥で一人暮らしていた老人に拾われた。老人が死んだ際、後を追って自害しようとするが失敗。以来、「人を助けて死にたい」という思いを抱くようになる。名前がないため、天堂家で暮らし始めてからは便宜上「らん／蘭」と呼ばれることとなる。
天堂 雅人（てんどう まさと）
声 - 石川界人
16歳の学生。天堂家先代当主の長男・貴人の隠し子で、天邪鬼な美男子。「天堂家を壊す」算段があるという。
立花 修一郎（たちばな しゅういちろう）
声 - 三木眞一郎
天堂家書生。雅人に忠誠を誓っている。
村上（むらかみ）
貴人の遺言で雅人を手伝う壮年の男性。貴人と立花とは旧知の仲。
天堂 操（てんどう みさお）
天堂家先代当主の長女。死んだ貴人への執着を捨てきれず、雅人を身代わりにしている。
婚家を潰した毒婦と噂されている麗人。
天堂 直人（てんどう なおと）
天堂家先代当主の三男。放蕩息子。
天堂 義人（てんどう よしと）
天堂家当主。天堂家先代当主の次男。病弱。
天堂 隼人（てんどう はやと）
天堂家当主の長男。病弱。
天堂 晶（てんどう あきら）
天堂家当主の長女。女学校に通い、休みがちだが成績優秀の才色兼備。周の双子の姉。潔癖。雅人に執着しており、鳳城蘭の殺害を周に依頼する。
天堂 周（てんどう あまね）
天堂家当主の次男にあたるが、存在を秘匿されている。晶の双子の弟。淫乱。試験の際などに晶の代わりに女学校に行っている。
天堂 雪人（てんどう ゆきと）
天堂家当主次男。
鳳城 蘭（ほうじょう らん）
鳳城伯爵家の三女。左目の下にほくろがある。天堂雅人に嫁ぐことが決まっていたが、身投げし逃亡を図る。
鴉（からす）
溺れていたところをらんに助けられた青年。殺し屋。
タキ
天堂家の使用人。らんと仲良くなる。
懸（あがた）
双子に仕える使用人。
日下部榮（くさかべ　さかえ）
天堂家家令。隼人に従う。

## 評価
女子マンガ研究家・小田真琴によると、本作は2021年6月時点で『LaLa』で連載されている漫画作品の中で、本作を「一番のお気に入り」として選んでいる。本作はノワール、ユーモア、アクションなど、複数の要素を見事なバランスで融合させているが、奇跡的に少女漫画として成立している。骨太でありつつ、伏線を回収していく緻密な構成の本作と斎藤のセンスを、小田は「恐るべし」と語っている。
2022年4月、2021年度「白泉社電子書籍大賞」の優秀賞を受賞。

## 書誌情報
- 斎藤けん『天堂家物語』白泉社〈花とゆめコミックス〉、既刊16巻（2025年7月4日現在）
  1. 2015年8月5日発売[10][11]、ISBN 978-4-592-21053-5
  2. 2016年4月5日発売[12]、ISBN 978-4-592-21054-2
  3. 2017年4月5日発売[13]、ISBN 978-4-592-21055-9
  4. 2017年12月5日発売[14][15]、ISBN 978-4-592-21095-5
  5. 2018年9月5日発売[16]、ISBN 978-4-592-21136-5
  6. 2019年6月5日発売[17]、ISBN 978-4-592-21137-2
  7. 2020年4月3日発売[18]、ISBN 978-4-592-21138-9
  8. 2020年10月5日発売[19]、ISBN 978-4-592-21139-6
  9. 2021年4月5日発売[20]、ISBN 978-4-592-21140-2
  10. 2021年10月5日発売[21]、ISBN 978-4-592-21140-2
    - 『描き下ろしマンガ＋ミニ画集付き特装版』同日発売[22]、ISBN 978-4-592-10625-8

  11. 2022年5月2日発売[23]、ISBN 978-4-592-21247-8
  12. 2022年11月4日発売[24]、ISBN 978-4-592-21248-5
  13. 2023年6月5日発売[25]、ISBN 978-4-592-21249-2
    - 『描き下ろしマンガ小冊子付き特装版』同日発売[26]、ISBN 978-4-592-21250-8

  14. 2024年2月5日発売[27]、ISBN 978-4-592-22144-9
  15. 2024年9月5日発売[28]、ISBN 978-4-592-22145-6
  16. 2025年7月4日発売[29]、ISBN 978-4-592-22276-7